# Bardwell, Kentucky
Bardwell är en ort i Carlisle County, Kentucky, USA. År 2000 hade staden 799 invånare. Den har enligt United States Census Bureau en area på 1,6 km², allt är land. Bardwell är administrativ huvudort (county seat) i Carlisle County.